# موريس جيرموت
موريس جيرموت (بالفرنسية: Maurice Germot)‏ مواليد 15 نوفمبر 1882 في فيشي، أليي، فرنسا - الوفاة 6 أغسطس 1958 في فيشي، أليي، فرنسا، كان لاعب كرة مضرب فرنسي وكان يلعب باليد اليمنى. سبق أن شارك في دورة الألعاب الأولمبية الصيفية.

## الميداليات
| الميدالية | المسابقة                       |
| --------- | ------------------------------ |
| ذهبية     | الألعاب الأولمبية الصيفية 1912 |
| ذهبية     | الألعاب الأولمبية الصيفية 1906 |
| فضية      | الألعاب الأولمبية الصيفية 1906 |

## روابط خارجية
- موريس جيرموت على موقع رابطة محترفي التنس (الإنجليزية)
- موريس جيرموت على موقع الاتحاد الدولي لكرة المضرب (الإنجليزية)
- موريس جيرموت على موقع كأس ديفيز (الإنجليزية)
- موريس جيرموت على موقع خلاصة التنس.كوم (الإنجليزية)
- موريس جيرموت على موقع اللجنة الأولمبية الدولية (الإنجليزية)
- موريس جيرموت على موقع أوليمبيديا (الإنجليزية)